# Jean Zyromski
Jean Zyromski, né le 20 avril 1890 à Nevers et mort le 20 octobre 1975 à Melun, est un homme politique français, dirigeant de la Section française de l'Internationale ouvrière (SFIO) dans l'entre-deux-guerres, en particulier de son courant Bataille socialiste, puis membre du Parti communiste.

## Biographie

### Origines et jeunesse
Jean Zyromski naît dans une famille bourgeoise et catholique, mais de convictions républicaines. Son père, le critique littéraire Ernest Zyromski est professeur à l'Université de Toulouse, où Jean fait des études de droit. En 1913, il soutient une thèse consacrée à la question de la protection du salarié, qui correspond à son engagement politique.
Ayant découvert le marxisme pendant ses études, il adhère à la Section française de l'Internationale ouvrière (SFIO) en 1912, s'inscrivant plus ou moins dans le courant guesdiste, plus particulièrement sous l'influence d'Alexandre Bracke, animateur de la revue L'Action socialiste à laquelle il participe.
Pacifiste au début des années 1910, Zyromski apporte son soutien à la ligne majoritaire du parti après l'entrée en guerre (août 1914), l'Union sacrée. Mobilisé en 1914, il est blessé à la Bataille de la Marne et bénéficie d'une réforme temporaire d'un an.
Il revient à la vie civile en 1919 et entame une carrière administrative sans éclat dans l'administration des affaires sociales où, entré rédacteur, il finira tout de même inspecteur. Parallèlement, il s'investit dans le syndicalisme, au sein de la CGT, sans y occuper de fonctions officielles.

### La SFIO
Il se consacre en effet à la SFIO, devenant membre de la fédération de la Seine en 1919. À l'issue du congrès de Tours, il décide de rester à la SFIO et devient une des figures majeures de la fédération de la Seine, dont il sera le secrétaire de 1929 à 1931.
Il entre à la Commission administrative permanente (CAP) en 1921, puis en 1926 au bureau national (il en reste membre jusqu'à la dissolution du parti en 1940), occupant diverses responsabilités dans la direction nationale ; il dirige notamment la page sociale du Populaire, le quotidien du parti.
Il défend pourtant des positions sensiblement différentes de celle de la majorité dont les figures principales sont Léon Blum et Paul Faure : dès 1920, il s'oppose à toute alliance avec les radicaux, qu'il assimile à un parti « bourgeois » et refuse donc le Cartel des gauches de 1924.

#### La Bataille socialiste (1926)
Après l'échec du Cartel en 1926, Zyromski lance son courant, La Bataille socialiste, qui rassemble l'aile gauche du parti et qui édite, à partir de l'année suivante, un bulletin du même nom.
Parmi les militants de la BS, se trouvent Léo Lagrange, Louis Lévy, Georges Dumoulin, Maurice Delépine, Ludovic Zoretti, Paul Colliette, Émile Farinet, puis Marceau Pivert. Sa motion, présentée lors du congrès de Lyon (1927) obtient 23 % des mandats ; la BS obtient le ralliement de la direction nationale à sa position, refusant en 1928, puis en 1932, de participer à une coalition avec les radicaux. Zyromski s'investit alors pleinement dans la stratégie de recherche d'unité avec les communistes, adoptée par la SFIO en 1928, mêlant à la fois approche électorale, d'action politique et syndicalisme.
En 1933, l'affrontement est vif entre Zyromski et les néo-socialistes, et se solde par l'exclusion de ces derniers (Marcel Déat, Pierre Renaudel). Favorable à une modernisation des moyens d'action et de propagande du parti, il n'obtient pas que celle-ci soit adoptée par le congrès de 1934, mais peut l'expérimenter à la fédération de la Seine.

#### Le Front populaire
Il joue alors un rôle important dans la constitution du Front populaire, étant notamment le principal rédacteur de la « plate forme d'action commune » signée avec le PCF en septembre 1935. Mais, emporté par son enthousiasme, il envisage une voie vers l'unité organique, qui n'aboutit pas et est finalement enterrée par la SFIO en 1937.
La motivation principale de Zyromski est alors la lutte contre le danger fasciste, qu'il perçoit plus que tout autre dirigeant socialiste français de l'époque. C'est à ce titre qu'il défend l'idée d'une coalition des États anti-fascistes, interprétée par Marceau Pivert comme une forme de bellicisme, ce qui a pour résultat la scission de la BS et la naissance du courant Gauche Révolutionnaire. De même, Jean Zyromski condamne la politique de non-intervention en Espagne adoptée durant l'été 1936 par Léon Blum, devenu Président du conseil après la victoire du Front populaire : il va jusqu'à démissionner de la direction de la BS.

#### La Seconde Guerre mondiale
Profondément touché par l'échec de sa stratégie politique, la SFIO soutenant finalement Daladier, Zyromski l'est encore plus par la défaite militaire de juin 1940. Il prend quelques semaines plus tard sa retraite et part en Lot-et-Garonne, disparaissant totalement de la vie publique et politique pendant toute l'occupation. En 1943, il est brièvement interné à Drancy en tant que « juif ».

### Le Parti communiste (1945-1975)
À la Libération, il adhéra au mouvement de résistance Front national, et, après le refus par le congrès de la SFIO de la charte d'unité proposée par le PCF, il en devient membre.
Zyromski, qui s'était présenté à plusieurs reprises aux élections législatives, mais systématiquement dans des circonscriptions très difficiles, dans l'objectif de faire le meilleur résultat possible, mais sans espoir d'être élu, en 1924 et 1928 à Paris, en 1932 à Béthune, obtient son premier mandat électif en 1946, siégeant pendant deux ans au Conseil de la République, sans solliciter le renouvellement de son mandat.
Au sein du PCF, il manifeste une certaine indépendance d'esprit qui est étonnamment tolérée, y compris lorsqu'il signe, en 1959, une tribune dans le cadre de la préparation du XVe congrès, dans laquelle il critique le manque de démocratie interne dans le parti. Il cesse cependant toute activité après l'invasion soviétique de la Tchécoslovaquie, en 1968.
Après le décès de son épouse (1962), il s'installe à Melun où il meurt en 1975.
Sa fille adoptive, Amélie Bleibtreu, dite aussi Amélie Zyromsski, (1922-2019) est institutrice puis professeur de mathématiques, militante trotskyste, puis syndicaliste École émancipée. Elle donne les archives de Jean Zyromski au Centre d’histoire sociale du XXe siècle.

### Article
- Éric Nadaud, « Jean Zyromski, leader de la gauche socialiste en France entre les deux guerres" », Gavroche, revue d'histoire populaire, no 165,‎ janvier-mars 2011, p. 12-17

### Notices
- Notice ZYROMSKI Jean par Éric Nadaud, version mise en ligne le 12 août 2010, dernière modification le 12 décembre 2018.
- Notice biographique sur le site du Sénat
- Biographie succincte sur le site Marxistes
- Notice biographique sur le site Bataille socialiste